# 愛子村
愛子村（あやしむら）は、江戸時代に陸奥国宮城郡にあった上愛子村と下愛子村の総称。安永3年（1774年）の『安永風土記書出』に見える。隣り合わせの両村は中心地の愛子宿を村境で分割し、同じ諏訪神社を村の鎮守として祀っていた。
現在は宮城県仙台市青葉区の一部である。